# Les Cerqueux

Les Cerqueux este o comună în departamentul Maine-et-Loire, Franța. În 2009 avea o populație de 800 de locuitori.